# Sitzungsberichte der Königlichen Böhmischen Gesellschaft der Wissenschaften, Mathematisch-Naturwissenschaftliche Classe
Sitzungsberichte der Königlichen Böhmischen Gesellschaft der Wissenschaften, Mathematisch-Naturwissenschaftliche Classe (abreviado Sitzungsber. Königl. Böhm. Ges. Wiss., Math.-Naturwiss. Cl.) fue una revista con ilustraciones y descripciones botánicas que fue publicada en Praga desde 1885 hasta 1917. Fue precedida por Sitzungsberichte der Königlich-Böhmischen Gesellschaft der Wissenschaften in Prag  y reemplazada por Věstník Královské České Společnosti Nauk. Třida matematicko-přírodovědecké.